# Aurelio Lomi
Aurelio Lomi (Pisa, 29 febbraio 1556 – Pisa, 23 maggio 1624) è stato un pittore italiano.

## Biografia

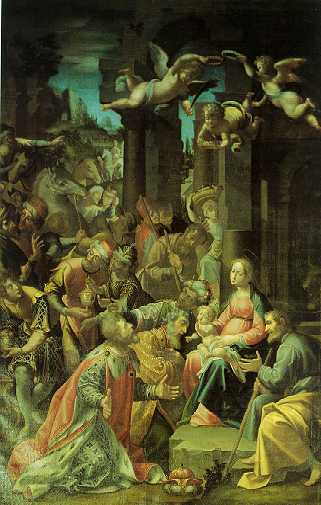
Adorazione dei Magi, chiesa dei Re Magi, Pergola (Pesaro e Urbino)

Aurelio Lomi operò nel periodo compreso tra Tardo Rinascimento e Barocco, attivo a Pisa, Roma, Genova e Firenze. Fu avviato alla pittura dal padre, l'orafo fiorentino Giovanni Battista Lomi; fratelli furono i pittori Orazio (noto come Orazio Gentileschi) e Baccio.
Tra il 1579 e il 1587, il pittore si trovava a Roma, dove lasciò la sua prima opera pervenutaci, gli affreschi raffiguranti scene della Vita della Vergine e della Nascita di Cristo nella cappella Pinelli in Santa Maria in Vallicella.
Nominato pittore dell'Opera del Duomo di Pisa, tra il 1588 ed il 1594 dipinse ad olio su tela il ciclo dell'infanzia di Cristo (Adorazione dei pastori, Adorazione dei Magi e Presentazione al Tempio), nel 1595 eseguì un San Girolamo penitente, per la Cappella Dal Pozzo nel Camposanto pisano. Nello stesso anno dipinse a Lucca il Miracolo di san Cassio per l'altare della testata absidale sinistra nella basilica di San Frediano a Lucca e il Compianto sul Cristo morto (Museo Nazionale di Villa Guinigi).
A Genova soggiornò dal 1597 al 1604.
Nel 1601 il pittore inviò a Lucca una grande tela intitolata l'Adorazione dei pastori per l'altare maggiore della chiesa di San Martino in Vignale.
A Genova dipinse Sant'Antonio da Padova nella chiesa di San Francesco di Castelletto e la Resurrezione di Cristo e il Giudizio Universale nella chiesa di Santa Maria a Carignano.
Una sua Adorazione dei Magi è custodita nella chiesa dei Re Magi a Pergola, in provincia di Pesaro e Urbino.
Il fratello Orazio Gentileschi divenne suo allievo; altri suoi allievi di rilievo furono Orazio Riminaldi, Simone Balli e Domenico Fiasella.

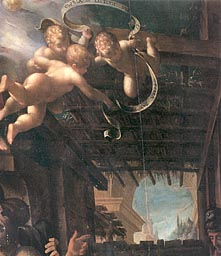
Adorazione dei pastori, Chiesa di San Martino in Vignale, Lucca

## Opere maggiori
- Giudizio finale, chiesa Nostra Signora del Carmine e Sant'Agnese (Genova)
- Sant'Antonio da Padova, chiesa di San Francesco di Castelletto (Genova)
- Resurrezione e Il Giudizio Universale, basilica di Santa Maria Assunta (Genova)
- La nascita della Vergine, chiesa di San Siro (Genova)
- Assunta, chiesa di Santa Maria di Castello, Genova
- La Vergine e la moltitudine di Santi, chiesa di San Giovanni Decollato a Montoggio
- Gli Zebedei presentati a Cristo, basilica della Santissima Annunziata del Vastato, Genova
- Miracoli di San Diego, chiesa Abbaziale di Santa Maria Assunta, La Spezia
- Adorazione dei Magi, chiesa dei Re Magi, Pergola (Pesaro e Urbino)
- Dormitio Virginis, Museo civico di Viterbo
- L'Adorazione dei pastori, chiesa di San Martino in Vignale, Lucca
- Visitazione, basilica di Santa Maria del Carmine (Firenze)
- L'Ultima Cena, chiesa di San Domenico (Bientina), 1603

### Opere a Pisa
- Madonna e Angeli, Palazzo Gambacorti
- San Girolamo (1595), Duomo di Pisa
- Virtù, chiesa di San Michele in Borgo
- Adorazione dei Magi, chiesa di San Frediano
- Gloria di San Tommaso (1563) chiesa di Santa Caterina
- Madonna e Bambino dietro San Giuseppe e Stefano (1593), chiesa di Santo Stefano dei Cavalieri
- Adorazione dei Pastori (1605-1610), Palazzo Giuli
- Annunciazione (1605-1610), Palazzo Giuli
- Madonna con i Santi Ranieri, Torpè e Leonardo XVI sec., chiesa di San Ranierino (Pisa)
- Fuga in Egitto, chiesa dei Santi Vito e Ranieri